# Longobardi
Longobardi – miejscowość i gmina we Włoszech, w regionie Kalabria, w prowincji Cosenza.
Według danych ISTAT 31 grudnia 2010 gminę zamieszkiwały 2354 osoby, co daje 123,9 os./km².